# Coelocyba
Coelocyba is een geslacht van vliesvleugeligen uit de familie Pteromalidae. De wetenschappelijke naam van dit geslacht is voor het eerst geldig gepubliceerd in 1900 door Ashmead.

## Soorten
Het geslacht Coelocyba omvat de volgende soorten:
- Coelocyba acincta Girault, 1913
- Coelocyba eucalypti Girault, 1934
- Coelocyba flavicorpus (Girault, 1915)
- Coelocyba minuta (Girault, 1916)
- Coelocyba nigriventris (Girault, 1915)
- Coelocyba nigrocincta Ashmead, 1900
- Coelocyba spenceri (Girault, 1915)
- Coelocyba turneri Girault, 1931
- Coelocyba varicincta Girault, 1926
- Coelocyba varifasciata Girault, 1915